# جون هاو (سياسي أمريكي)
جون هاو هو سياسي أمريكي، ولد في 1813 في فيلادلفيا في الولايات المتحدة، وتوفي في 3 يناير 1885 في سان فرانسيسكو في الولايات المتحدة. نشط حزبياً في الحزب الديمقراطي.